# Azerbeidzjaans tapijt

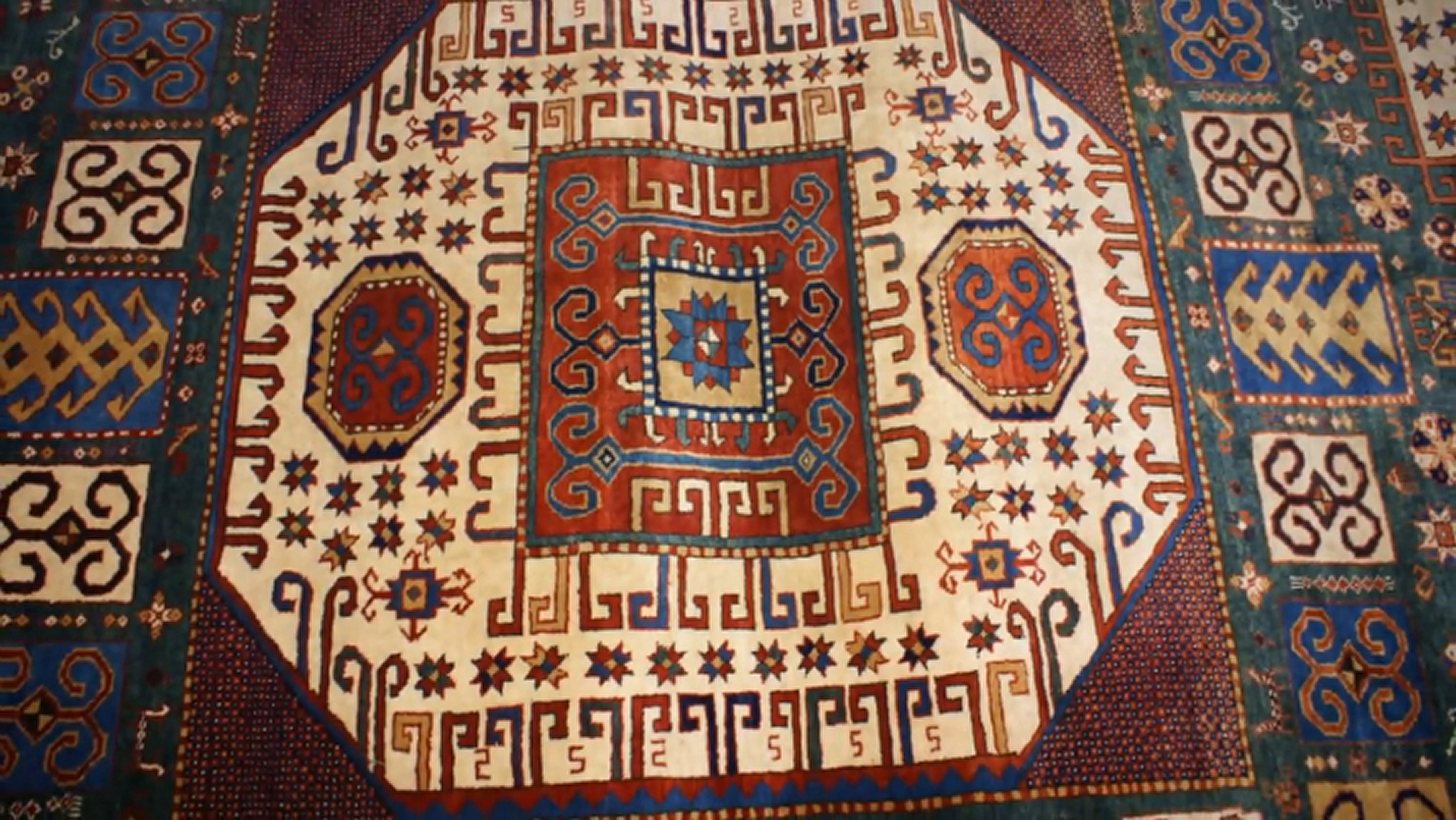
Een Azerbeidzjaans tapijt van de Shirvan-subgroep. Het Azerbeidzjaanse tapijt is een UNESCO-meesterwerk van Immaterieel Erfgoed van de Mensheid.

Azerbeidzjaans tapijt is een type tapijt van handgeweven textiel van diverse afmetingen, wat typisch gemaakt is in Azerbeidzjan. Het land heeft een groot aantal verschillende vormen van tapijten. Elke regio in Azerbeidzjan onderscheidt zich met eigen kenmerkende textuur en patronen. Verschillende plantaardige en andere natuurlijke kleurstoffen worden gebruikt om rijke kleuren te produceren. De tapijten zijn meestal van gemiddelde grootte.
Omdat Azerbeidzjan sinds de oudheid een centrum voor grote verscheidenheid aan ambachten geweest is dateren sommige tapijten vanuit tweede eeuw voor Christus. De Azerbeidzjaanse tapijten kunnen in vier groepen verdeeld worden gelijk met de vier geografische zones van het land: Guba- Shirvan, Gandzja – Qazach, Karabach en Tebriz. UNESCO heeft het Azerbeidzjaanse tapijt tot meesterwerk van Immaterieel Erfgoed van de Mensheid uitgeroepen.